# Paracontias brocchii
Paracontias brocchii — вид сцинкоподібних ящірок родини сцинкових (Scincidae). Ендемік Мадагаскару. Вид названий на честь французького натураліста Пауля Броккі.

## Поширення і екологія
Paracontias brocchii відомі з типової місцевості, розташованої на півночі Національного парка Монтань-д'Амбр в регіоні Діана на півночі острова Мадагаскар. Вони живуть у вологих тропічних лісах, серед опалого листя. Зустрічаються на висоті від 900 до 1250 м над рівнем моря.

## Збереження
МСОП класифікує стан збереження цього виду як близький до загрозливого. Paracontias brocchii може загрожувати знищення природного середовища.